# اولیویه رولن
اولیویه رولن (به فرانسوی: Olivier Rolin) نویسنده قرن بیستم میلادی اهل فرانسه است.